# Кострубицкий, Алексей Александрович
Алексей Александрович Кострубицкий (укр. Кострубицький Олексій Олександрович; род. 24 августа 1978, Васильков, Киевская область) — военный и государственный деятель подконтрольной России Донецкой Народной Республики; глава министерства по чрезвычайным ситуациям ДНР, генерал-лейтенант внутренней службы, Герой ДНР (2022).

## Биография
Родился 24 августа 1978 года в городе Василькове Киевской области. У него есть младший брат Юрий.
Имеет высшее образование, окончил Васильковское военное авиационно-техническое училище (ныне Васильковский колледж Национального авиационного университета) и уехал служить в Донецкую область. Занимал должность заместителя начальника главного управления — начальника управления ресурсного обеспечения ГУ ГСНС Украины в Донецкой области, имел звание — подполковник службы гражданской защиты.
Министр по вопросам гражданской обороны, чрезвычайных ситуаций и ликвидации последствий стихийных бедствий ДНР с 12 ноября 2014 года. Слушатель Академии ГПС МЧС России.

## Санкции
Из-за поддержки российской агрессии и нарушения территориальной целостности Украины во время российско-украинской войны находится под персональными международными санкциями 27 стран Евросоюза за действия, которые дестабилизируют Украину. Также находится под санкциями Великобритании, США, Канады, Швейцарии, Австралии, Японии, Украины и Новой Зеландии.

## Награды
- Герой ДНР (2022) — за обеспечение функционирования и восстановление инфраструктуры ДНР, за обеспечение жизнедеятельности населения, мужество и отвагу, проявленные в ходе исполнения служебных обязанностей[5];
- орден Республики (ДНР);
- орден Святителя Николая II степени (ДНР);
- медаль «За заслуги» (МЧС ДНР);
- иные награды ДНР и ЛНР;
- награды МЧС России;
- медаль «За мужество в спасении» (Российский Союз спасателей)[6];
- орден Дружбы (Республика Южная Осетия, 2018)[7].

## Научные публикации
- Кострубицкий А. А. Матричная модель оценки относительной значимости мероприятий РСЧС // Пожары и чрезвычайные ситуации: предотвращение, ликвидация. — 2021. — № 4—21. — С. 50—58.